# Songs of a Lost World
《Song of a Lost World》是英国另类摇滚乐队治疗乐队2024年11月1日发行的第14张录音室专辑，亦是乐队自《4:13 Dream》以来16年内发行的首张专辑。专辑的所有歌曲均由乐队主唱、吉他手罗伯特·史密斯独自创作。应史密斯的要求，该专辑在万圣节后一天发行。

## 创作背景
《Songs of a Lost World》是乐队自2008年发行的录音室专辑《4:13 Dream》以来的首张专辑。这张专辑的制作历经数年，最初计划在2019年发行。 专辑也是里夫斯·加布雷尔斯自2012年加入乐队以来，首次在专辑中担任吉他手。在发行前，乐队于2022年至2023年举行了“Shows of a Lost World”的巡演为专辑预热。 巡演途中，佩里·巴蒙特重返了乐队；但他并未参与专辑的制作。
这张专辑完全由罗伯特·史密斯一人作词、作曲、编曲， 这也是他自1985年的专辑《The Head on the Door》后首次这样做。

## 艺术风格
专辑封面由安迪·维拉（Andy Vella）设计，参考了斯洛文尼亚艺术家约翰·皮尔纳特（Janez Pirnat）1975年的雕塑作品《Bagatelle》。

## 宣传
2024年9月26日，乐队正式宣布了专辑将于当年11月1日发行，并同时发布了单曲《Alone》。
10月9日，乐队在发送给网站注册用户邮箱的信件中公布了专辑的曲目列表，随后在专辑网站上也公布了该信息。同日，乐队发布了专辑的第二首单曲《A Fragile Thing》。

## 发行
应罗伯特·史密斯向唱片总监提出的要求，《Songs of a Lost World》在万圣节第二天的午夜，即2024年11月1日正式发行。
专辑发行后，在英国专辑排行榜上达到了第一名，首周销售51362张（19838 张 CD，23182 张黑胶唱片，1219 盘磁带，4546 次数字下载和 2577 次销售等值流媒体）。 专辑在法国也排名第一，首周售出20678张。
截至11月7日，专辑在Billboard 200上排名第四位，这是自1992年的专辑《Wish》以来乐队的最好成绩。专辑销量达到了57000个专辑等价单位，其中53000个来自于专辑销售。

## 评价
| 綜合得分        | 綜合得分 |
| 來源            | 評分     |
| --------------- | -------- |
|                 | 95/100   |
| 評論得分        |          |
| 來源            | 評分     |
| Clash           | 9/10     |
| Classic Pop     | [ 12 ]   |
| The Guardian    | [ 13 ]   |
| The Irish Times | [ 14 ]   |
| Louder Than War | 5/5      |
| Mojo            | [ 16 ]   |
| NME             | [ 17 ]   |
| Uncut           | 9/10     |

《NME》杂志的安德鲁·特伦德尔（Andrew Trendell）就该专辑给予了五星评价，称“黑暗中的勇气和声音中的华丽，足以让你沉浸其中”，“可能是史密斯音乐生涯中最具个人色彩的一张专辑”，“死亡或许近在咫尺，但黑暗中总会有那一抹色彩，墓碑上总会有那一束鲜花”。
《爱尔兰时报》的埃蒙·德·帕尔（Éamon de Paor）对专辑大加赞赏，并给出了四星的评价。他将专辑描述为“庄严荒凉、华丽阴森”的，认为“它就像午夜中移动的冰川——壮丽、势不可挡，带着寒意，坚硬而沉重地沉淀下来，久久不散”，并将专辑以九寸钉、极地双子星、平克·弗洛伊德、新秩序等乐队的作品相比。
《Clash》杂志的萨姆·沃克-斯玛特（Sam Walker-Smart）给出了9/10的高分，认为专辑“是乐队情感最为真挚的作品之一”。 《Louder Than War》的约翰·罗伯（John Robb）亦给出了5/5的评价。他认为“这是一张充满挽歌气息的专辑，充满了沉思的杰作，探讨了失落的心碎，伴随着黑暗而精湛的音乐，浸透着旋律、细腻和氛围”。

## 曲目列表
| 曲序     | 曲目                    | 时长  |
| -------- | ----------------------- | ----- |
| 1.       | Alone                   | 6:50  |
| 2.       | And Nothing Is Forever  | 6:53  |
| 3.       | A Fragile Thing         | 4:44  |
| 4.       | Warsong                 | 4:17  |
| 5.       | Drone:Nodrone           | 4:45  |
| 6.       | I Can Never Say Goodbye | 6:03  |
| 7.       | All I Ever Am           | 5:21  |
| 8.       | Endsong                 | 10:23 |
| 总时长： | 总时长：                | 49:16 |

## 制作人员

### 治疗乐队
- 罗伯特·史密斯 - 主唱，吉他，六弦贝斯，键盘
- 西蒙·盖洛普（英语：Simon Gallup） - 贝斯
- 杰森·库珀（英语：Jason Cooper） - 鼓，打击乐
- 罗杰·奥唐纳（英语：Roger O'Donnell） - 键盘
- 里夫斯·加布雷尔斯（英语：Reeves Gabrels） - 吉他